# Ambérac
Ambérac ist eine französische Gemeinde mit 312 Einwohnern (Stand 1. Januar 2022) im Département Charente in der Region Nouvelle-Aquitaine (vor 2016 Poitou-Charentes); sie gehört zum Arrondissement Confolens (bis 2017 Angoulême) und zum Kanton Boixe-et-Manslois. Die Einwohner werden Ambéracois genannt.

## Geographie
Ambérac liegt etwa 25 Kilometer nordnordwestlich von Angoulême. Umgeben wird Ambérac von den Nachbargemeinden Fouqueure im Norden, Villognon im Osten, Coulonges im Südosten, Saint-Amant-de-Boixe im Süden und Südwesten, Vervant im Westen und Südwesten sowie Cellettes im Westen und Nordwesten.

## Bevölkerungsentwicklung
| 1962                       | 1968 | 1975 | 1982 | 1990 | 1999 | 2006 | 2018 |
| -------------------------- | ---- | ---- | ---- | ---- | ---- | ---- | ---- |
| 313                        | 317  | 330  | 361  | 338  | 337  | 316  | 315  |
| Quellen: Cassini und INSEE |      |      |      |      |      |      |      |

## Sehenswürdigkeiten

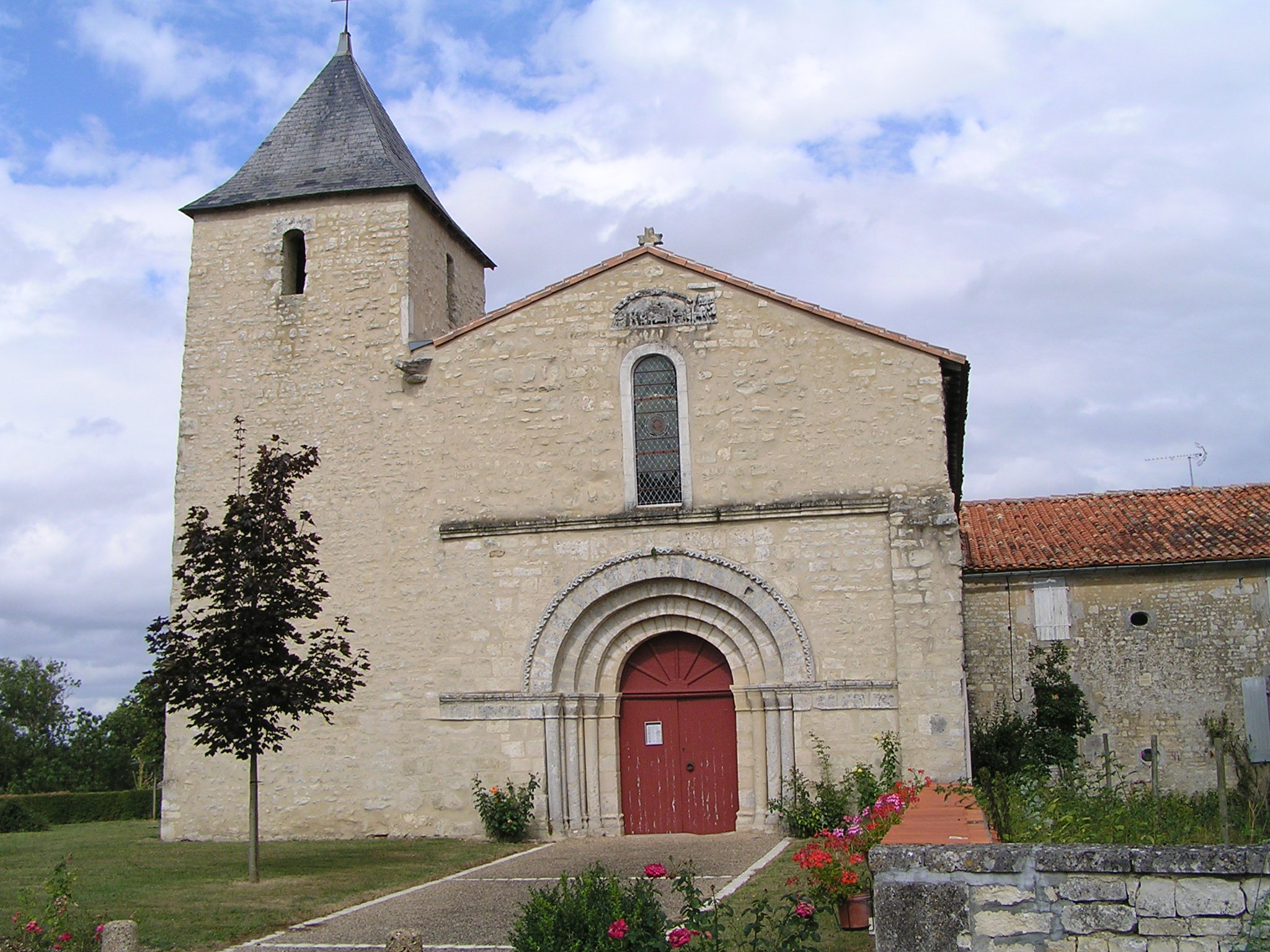
Kirche Saint-Étienne

- Kirche Saint-Étienne
- Pfarrhaus